# العدوسیه
العدوسیه (انگلیسی: Al-Aaddoussiyah) یک شهرک در شهرستان صیدا و در کشور لبنان است.